# Paweł Teclaf
Paweł Teclaf est un joueur d'échecs polonais né le 18 juin 2003 à Kartuzy, grand maître international depuis 2023.
Au 1er septembre 2023, il est le septième joueur polonais, avec un classement Elo de 2 586 points.

## Biographie et carrière
Paweł Teclaf remporta la médaille de bronze au championnat du monde des moins de 14 ans en 2017 à Montevideo (avec 8,5 points sur 11) et la médaille de bronze au championnat du monde des moins de 10 ans en 2013 à Al-Aïn, avec 9 points sur 11. 
En mai 2021, il se qualifie pour la Coupe du monde d'échecs 2021 lors du tournoi de sélection hybride (tournoi en ligne avec arbitres et échiquiers). Lors de la Coupe du monde 2021 disputée à Sotchi, il est battu au premier tour par Dommaraju Gukesh lors des départages en parties d'échecs rapides après avoir fait match nul en parties classique 1-1.
En novembre 2021, Paweł Teclaf remporte la médaille de bronze par équipe au championnat d'Europe d'échecs des nations en marquant 2 points sur 4 comme remplaçant (échiquier de réserve).
En décembre 2022, il remporte le 41e Mémorial Ludwika Zamenhofa avec 7 points sur 9.
En mai-juin 2023, il finit deuxième de l'open du tournoi Norway Chess à Stavanger avec 7 points sur 9 derrière l'Ukrainien Platon Galperine.
Il obtient le titre de grand maître international en juin 2023.
En 2025, Teclaf remporte le Championnat de Pologne.